# Ikata
Ikata (jap. 伊方町 Ikata-chō) – miasto w Japonii, na wyspie Sikoku, w prefekturze Ehime. Według danych na rok 2020 miejscowość zamieszkiwało 8 397 mieszkańców , a gęstość zaludnienia wyniosła 89,3 os./km².